# Ellen (série télévisée)
Pour les articles homonymes, voir Ellen.
Ellen est une série télévisée américaine en 109 épisodes de 22 minutes, réalisée par Carol Black, Neal Marlens et David S. Rosenthal et diffusée entre le 29 mars 1994 et le 22 juillet 1998 sur le réseau ABC.
En France, la série a été diffusée à partir du 1er février 1999 sur RTL9.

## Synopsis
Ellen DeGeneres campe dans cette série Ellen Morgan, une libraire trentenaire. 
La série est centrée sur ses relations souvent chaotiques avec les hommes. Ellen est entourée par ses amis (Adam, Joe, Paige, Holly et Audrey) et sa famille (son cousin Spence et ses parents).
La série fait connaitre le terme de Chapstick lesbian pour la première fois.

## Distribution

### Personnages principaux
- Ellen DeGeneres (VF : Sophie Arthuys) : Ellen Morgan est l'heureuse propriétaire de la librairie Buy the Book après y avoir été une simple employée. Elle partage son appartement avec Adam puis par la suite avec son cousin Spence.
- Arye Gross (VF : Thierry Wermuth) : Adam Green
- Holly Fulger (VF : Virginie Ledieu) : Holly
- Maggie Wheeler (VF : Zaïra Benbadis) : Anita Warren
- David Anthony Higgins (VF : Jacques Bouanich) : Joe Farrell, fainéant invétéré, est le seul et unique employé d'Ellen. Il s'occupe de servir les cafés.
- Joely Fisher (VF : Isabelle Ganz) : Paige Clark
- Clea Lewis (VF : Véronique Soufflet) : Audrey Penney
- Jeremy Piven (VF : Lionel Henry) : Spence Kovak

### Personnages secondaires
- Cristine Rose (VF : Marie Marczack) : Susan / Emily
- Alice Hirson (VF : Dany Laurent) : Loïs Morgan
- Steven Gilborn (VF : Robert Darmel) : Harold Morgan
- Greg Germann (VF : Thierry Ragueneau) : Rick
- Patrick Bristow (VF : Xavier Béja) : Peter Barnes
- Jack Plotnick (VF : Bertrand Arnaud) : Barrett
- Dan Gauthier (VF : David Krüger) : Matt Liston
- Bruce Campbell (VF : Patrick Borg) : Ed Billick
- Matt Letscher : Steven Morgan, le frère d'Ellen fait plusieurs incursions dans la série

## Épisodes
| Saison | Saison | Épisodes | États-Unis        | États-Unis      |
| Saison | Saison | Épisodes | Début             | Fin             |
| ------ | ------ | -------- | ----------------- | --------------- |
|        | 1      | 11       | 29 mars 1994      | 30 août 1994    |
|        | 2      | 24       | 21 septembre 1994 | 17 mai 1995     |
|        | 3      | 27       | 12 septembre 1995 | 21 mai 1996     |
|        | 4      | 25       | 17 septembre 1996 | 13 mai 1997     |
|        | 5      | 22       | 24 septembre 1997 | 22 juillet 1998 |

### Saison 1 (1994)
- 1. Bonne Conduite (Pilot)
- 2. Vieilles Amitiés (The Anchor)
- 3. Un Baiser reste un Baiser (A Kiss is Still A Kiss)
- 4. La Réunion de Classe (The Class Reunion)
- 5. La Promotion (The Promotion)
- 6. Amours de jeunesse (The Hand That Robs the Cradle)
- 7. L'entremetteuse (The Go-Between)
- 8. L'Invitée (The Houseguest)
- 9. Le réfrigérateur (The Refrigerator)
- 10. Bonnes Intentions  (The Soft Touch)
- 11. La Voleuse de Copains (The Boyfriend Stealer)

### Saison 2 (1994-1995)
- 1. Le Dentiste (The Dentist)
- 2. Sainte Ellen (Saint Ellen)
- 3. L'Homme des 39 minutes (The Thirty-Minute Man)
- 4. Le Mot ("The Note)
- 5. Personne n'est parfait (The Fix-Up)
- 6. Si drôle (So Funny)
- 7. Le Toast (The Toast)
- 8. L'Anniversaire d'Adam (Adam's Birthday)
- 9. Le Coach (The Trainer)
- 10. Mme Koger (Mrs. Koger)
- 11. La Nouvelle Amie d'Ellen (Ellen's New Friend)
- 12. Le Spectacle de Noël (The Christmas Show)
- 13. Ellen s'améliore (Ellen's Improvement)
- 14. La chasse au logement (The Apartment Hunt)
- 15. Le Spa (The Spa)
- 16. Cours de Ballet (Ballet Class)
- 17. Armée jusqu'aux dents (Guns 'N Ellen)
- 18. La Clinique du Sommeil  (The Sleep Clinic)
- 19. Les Gladiateurs (Gladiators)
- 20. 5000 ($5,000)
- 21. Trois Strikes (Three Strikes)
- 22. La Thérapie (The Therapy Episode)
- 23. L'Homme aux 30 Kilos, 1ère partie (Thirty Kilo Man (Part 1))
- 24. L'Homme aux 30 Kilos, 2ème partie (Thirty Kilo Man (Part 2))

### Saison 3 (1995-1996)
- 1. Le Séisme (Shake, Rattle and Rubble)
- 2. Mes Amis à Succès (These Successful Friends of Mine)
- 3. La scène de la Douvhe (The Shower Scene)
- 4. Les Ponts de Los Angeles (The Bridges of L.A. County)
- 5. Avant de partir (Hello, I Must Be Going)
- 6. Qui se soucie d'Halloween (Trick or Treat – Who Cares?)
- 7. Mère ou amie ? (She Ain't Friendly, She's My Mother)
- 8. Journées à salade (Salad Days)
- 9. Le Film (The Movie Show)
- 10. C'est grave, Docteur? (What's Up, Ex-Doc?)
- 11. Le Choix d'Ellen (Ellen's Choice)
- 12. Craintes d'Avenir (Do You Fear What I Fear?)
- 13. Une soirée mémorable (Horshack's Law)
- 14. Ellen Morgan, détective privée (Morgan, P.I.)
- 15. Affaires de Famille (Oh, Sweet Rapture)
- 16. Le Témoin (Witness)
- 17. Ellen, mère d'un week-end (Ellen: With Child)
- 18. Mémoire d'un Homard (Lobster Diary)
- 19. Alliance éternelle (Two Ring Circus)
- 20. Chaque dollar compte... (A Penney Saved...)
- 21. Trop cool pour moi (Too Hip for the Room)
- 22. Deux Mammographies et un Mariage (Two Mammograms and a Wedding)
- 23. Alez, les Filles (Go Girlz)
- 24. Un mariage bien arrangé, 1ère partie (When the Vow Breaks: Part 1)
- 25. La Cassette (The Tape) Rem: Épisode 1.12 sur Disney+
- 26. Un mariage bien arrangé, 2ème partie (When the Vow Breaks: Part 2)
- 27. Le Vol (The Mugging) Rem : Épisode 1.13 sur Disney+

### Saison 4 (1996-1997)
- 1. Une Maison à tout prix (Give Me Equity or Give Me Death)
- 2. L'Employé Vedette (A Deer Head for Joe)
- 3. La Rupture (Splitsville, Man)
- 4. Piège à Parents (The Parent Trap)
- 5. A la recherche d'un homme parfait (Looking Out for Number One)
- 6. L'Incident du Chewing-Gum (The Bubble Gum Incident)
- 7. Harold et Ellen (Harold and Ellen)
- 8. Des Attentes pas si démesurées (Not So Great Expectations)
- 9. Le Test de Grossesse (The Pregnancy Test)
- 10. Le Dindon de la Farce (Kiss My Bum)
- 11. La Star du Bowling (Bowl, Baby, Bowl)
- 12. Puces de Noël (Fleas Navidad)
- 13. De nouveau seule... évidemment (Alone Again... Naturally)
- 14. Le Secret de Joe (Joe's Kept Secret)
- 15. La Cible de tous les Regards (Makin' Whoopie)
- 16. Ellen la Rock Star (Ellen Unplugged)
- 17. Dialogue de Sourds (Ellen's Deaf Comedy Jam)
- 18. Confrontations zen ("Hello, Dalai)
- 19. Les Secrets d'Ellen (Secrets & Ellen)
- 20. Unis dans leur désunion (Reversal of Misfortune)
- 21. La Patiente Anglaise (The Clip Show Patient)
- 22-23. L'Âme Sœur (The Puppy Episode)
- 24. Chers Parents (Hello Muddah, Hello Faddah)
- 25. Nouveau Départ (Moving On)

### Saison 5 (1997-1998)
- 1. Double Rencard (Guys or Dolls)
- 2. Mauvaise Pente (Social Climber)
- 3. Colocs (Roommates)
- 4. Les Pages Jaunes Gay (Gay Yellow Pages)
- 5. C'est juste pour un Café (Just Coffee)
- 6. G.I. Ellen (G.I. Ellen)
- 7. Gestes d'Affection (Public Display of Affection)
- 8. Emma (Emma)
- 9. Comme Une Vierge (Like a Virgin)
- 10. Ellen sur toutes les ondes (All Ellen, All the Time)
- 11. Rupture (Break Up)
- 12. Festival féminin (Womyn Fest)
- 13. Funérailles (The Funeral)
- 14. Loin de L.A. (Escape from L.A.)
- 15. Travail de groupe (Ellen in Focus)
- 16. Voisins (Neighbors)
- 17. Un Monde si gay (It's a Gay, Gay, Gay, Gay World!)
- 18. L'Hôpital (Hospital)
- 19. Ellen: Hommage à Hollywood, 1ère partie 
 (Ellen: A Hollywood Tribute, Part 1)
- 20. Ellen: Hommage à Hollywood, 2ème partie 
 (Ellen: A Hollywood Tribute, Part 2)
- 21. Quand Ellen parle, on l'écoute (When Ellen Talks, People Listen)
- 22. Les Vœux (Vows)

## Commentaires
Durant le double épisode S4E22-23 L'Âme Sœur (The Puppy Episode), en 1997, Ellen fera son coming out à la ville comme à l'écran.